# Цукерка

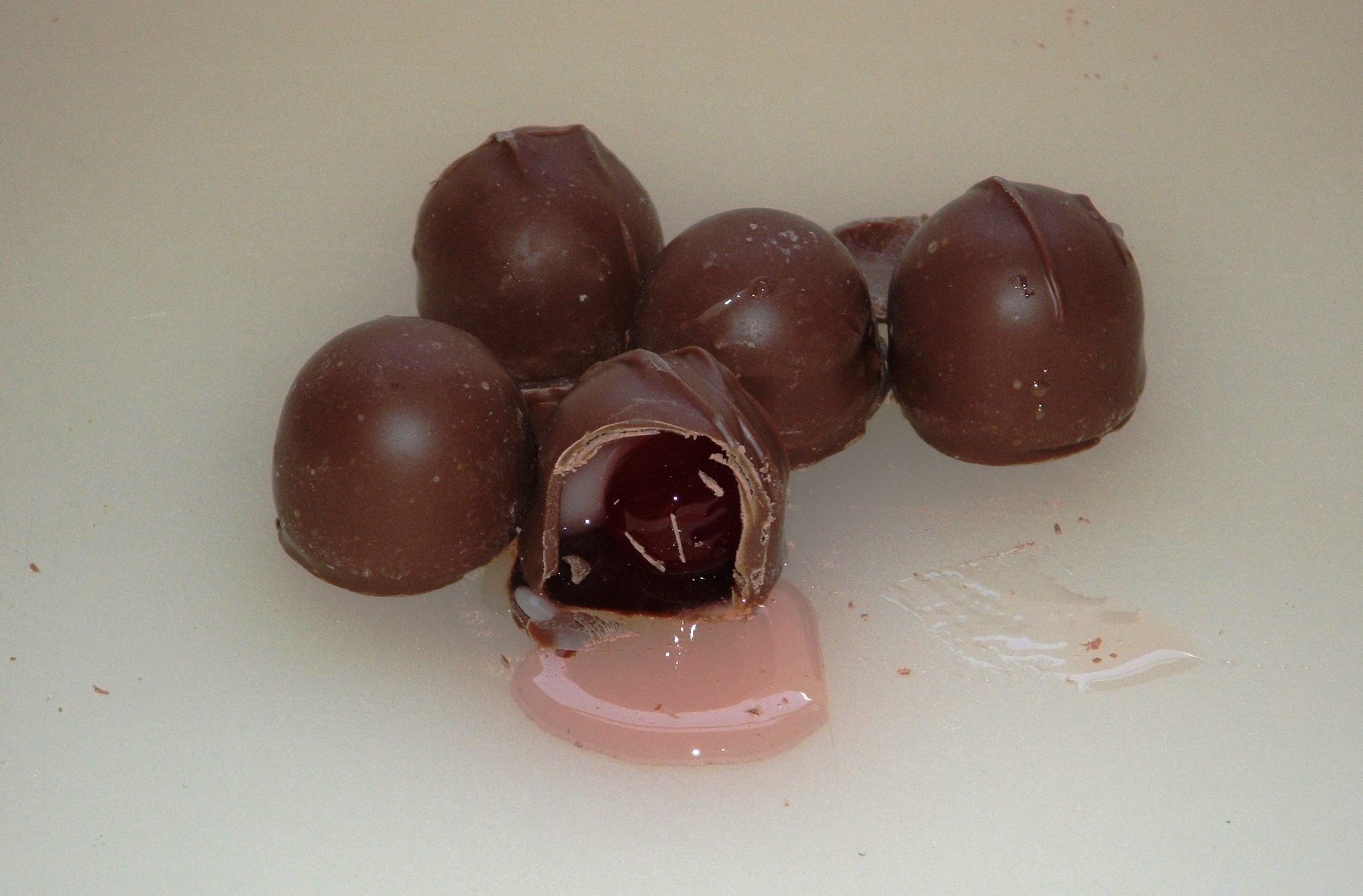
Шоколадні цукорки «Вишня в шоколаді»

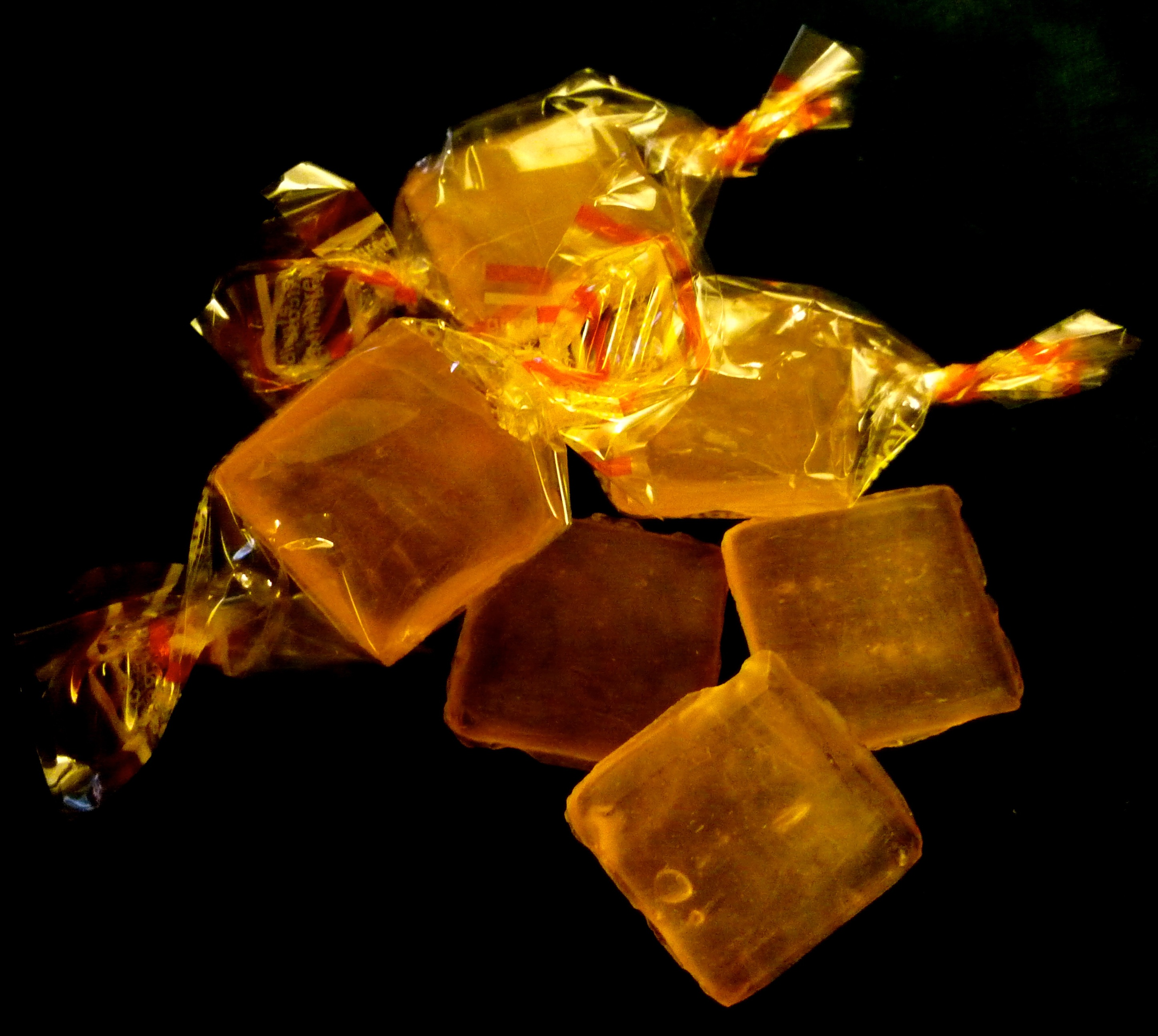
Іриски

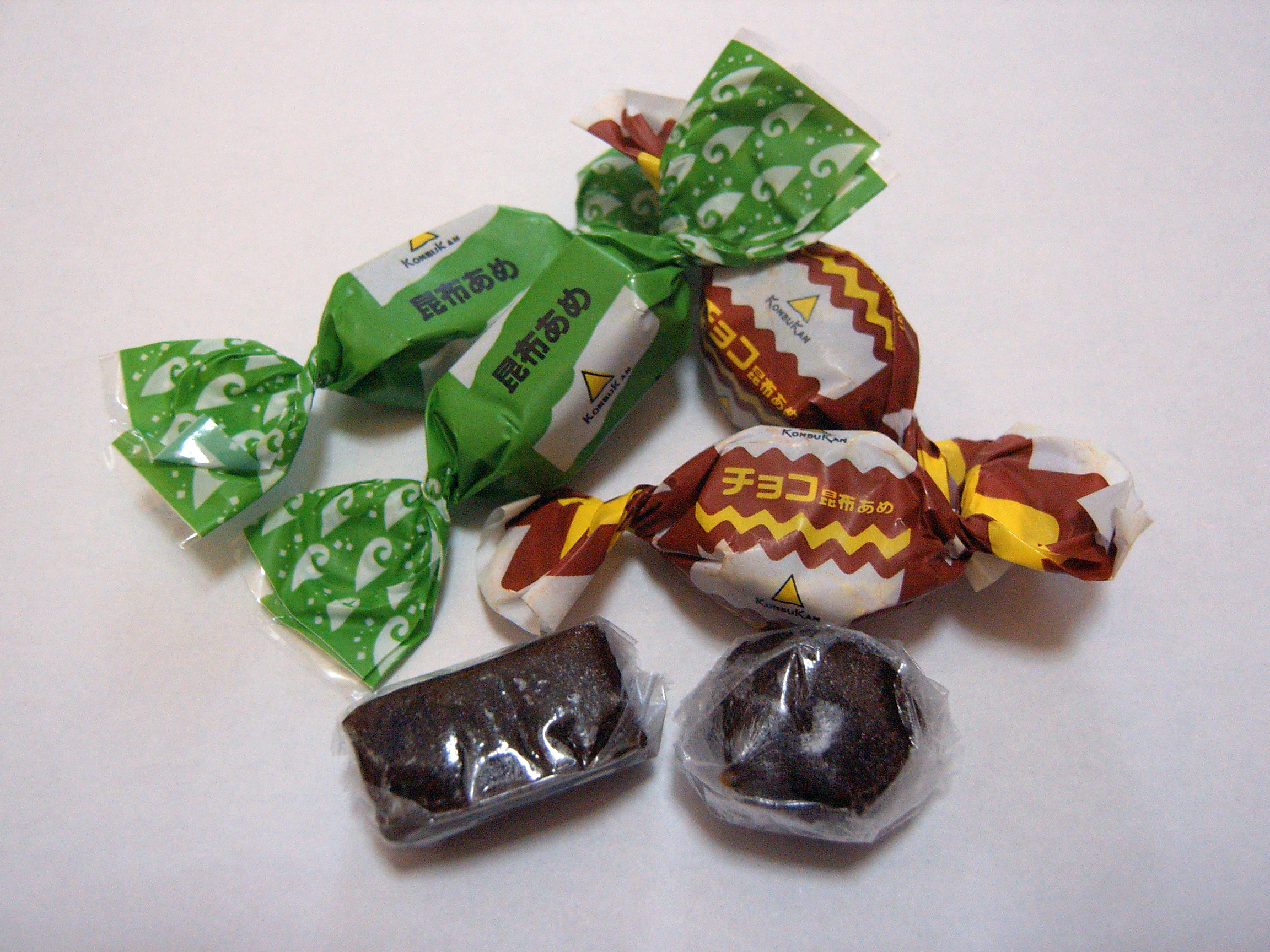
Японські цукорки виготовлені з комби (морська водорість)

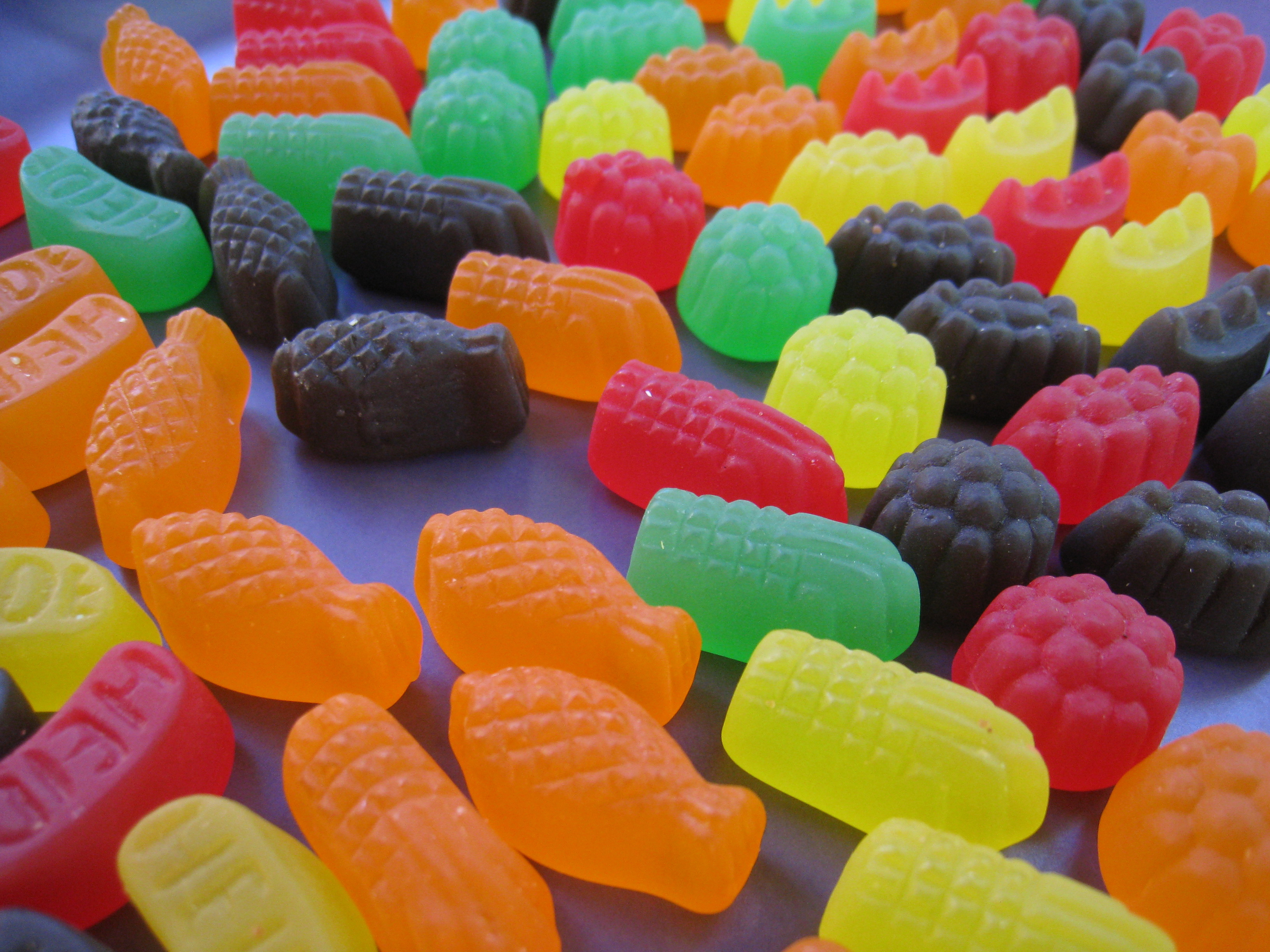
Мармелад

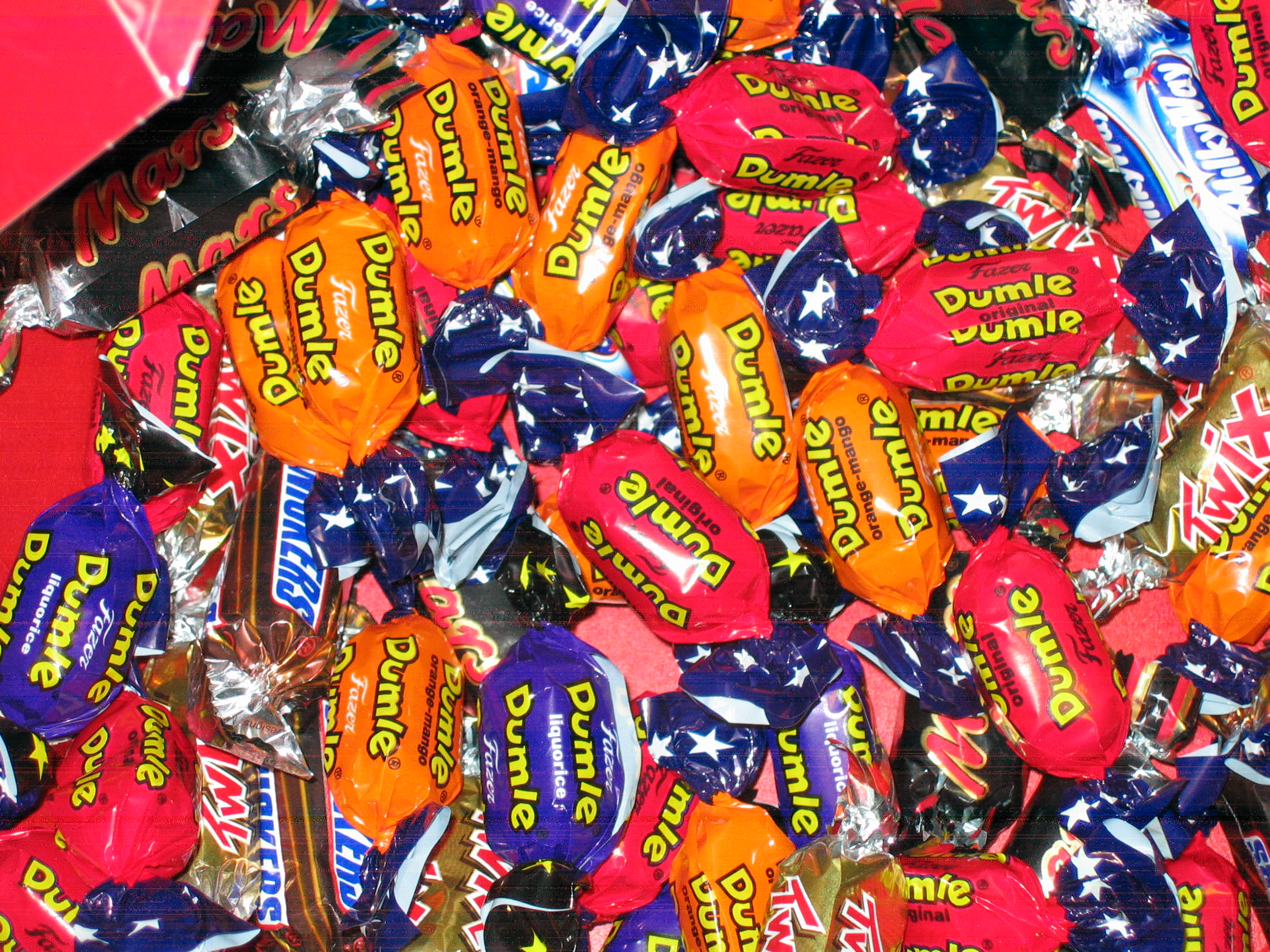
Американські цукерки

Цуке́рка, цуке́рок, розм. конфе́та (від італ. confetto) — кондитерський виріб, виготовлений переважно з цукру та шоколаду. Один із основних і найпопулярніших кондитерських виробів.

## Історія
У світі прототипи цукерок, як солодощів існували ще здавна. Але справжньою батьківщиною цукерок вважають середньовічний Єгипет. Найпершими цукерками були цілі горішки, вкриті солодкою глазур'ю. Про зацукрований мигдаль згадується як про вишукані ласощі у збірнику казок «Тисяча і одна ніч». Ще одним видом солодощів були зацукровані фрукти або квіти.
Згодом горіхи та фрукти почали перемелювати з цукром й ліпити з отриманої маси різноманітні фігурки. На свята в Каїрі влаштовували пишні паради, під час яких несли великі таці зі скульптурами й композиціями, збудованими з цукерок та інших солодощів.
В Європі цукор був відомий ще римлянам. Коричневі цукрові крупинки готували з соку цукрової тростини та ввозили з Індії. Єгипет, провінція Римської імперії, був посередником в цій торгівлі. Цукерки почали виготовлятися на кондитерських фабриках із завезенням какао-бобів і початком виготовлення шоколаду. Тому більшість цукерок складаються із шоколаду та різних додатків.
В Україні здавна існував звичай приносити дітям гостинець з ярмарків. Це було переважно печиво, рідше медові, або цукрові шматочки. Пекарі, або люди, що виготовляли такі ласощі вважаються прототипом сучасних кондитерів.
Особливе поширення цукерок в Україні почалось у XX столітті. Тоді цукерки були переважно шоколадні, рідше льодяники. Зараз в Україні є близько 50-ти кондитерських фабрик, що займаються виготовленням цукерок. Серед них найбільші: Крафт Фудз Україна, Рошен, Конті, АВК, Світоч, Бісквіт-Шоколад та інші.

## Види цукерок
Цукерки належать до цукристих кондитерських виробів, у їх склад входить від 40 до 70 % цукру. Відрізняються від карамелі м'якшою консистенцією і підвищеною поживною цінністю. Розрізняють глазуровані цукерки, які вкриті шаром шоколаду, помади, карамелі та ін., та неглазуровані. В залежності від маси з якої зроблена начинка, цукерки поділяють на помадні, фруктові, молочні, горіхові, лікерні, марципанові тощо.
- шоколадні цукерки,
- льодяники,
- карамель,
- ірис,
- вафельні цукерки,
- цукати,
- марципани,
- батончики,
- желейні цукерки
- зефір.

## Технологія виготовлення
Виготовляють цукерки в декілька етапів: приготування різними способами цукеркової маси, формування з неї окремих корпусів, які при необхідності глазурують, обгортають та при необхідності пакують у коробки. Помадну цукеркову масу отримують шляхом уварювання цукрово-паточного сиропу та додаванням до нього після охолодження різноманітних наповнювачів. Технологія формування корпусів залежить від різновиду цукерків: відливання у форми (деякі шоколадні цукерки), пресування у вигляді джгутів з наступним розрізанням (ірис), розмазування в декілька шарів або намазування на основу (горіхові, кремові), відсаджування куполоподібних цукерок на конвеєр та ін.
Шоколад молочний включає молоко, яке додається в сухому вигляді або згущене молоко. Білий шоколад (виготовляється без тертого какао, тільки із застосуванням какао-масла, не має характерного для шоколаду смаку і запаху).

## Шкідливість
Цукерки — високопоживний продукт, калорійність 1 кг становить приблизно 16–25 Мдж (3800–6000 ккал). Тому неправильне вживання цукерків є досить шкідливим для організму людини, особливо для дітей. Зазвичай всі шкідливі їх впливи виникають внаслідок надмірного споживання цукерків з дешевих ненатуральних складників.
Основні проблеми, викликані споживанням цукерок:
карієс зубів,
болі у шлунку,
залежність від солодощів.
Для уникнення усіх шкідливих якостей цукерків, рекомендується вживати переважно шоколадні цукерки із натуральними складниками та споживати солодощі після споживання іншої їжі.